# Hessisches Kegelspiel

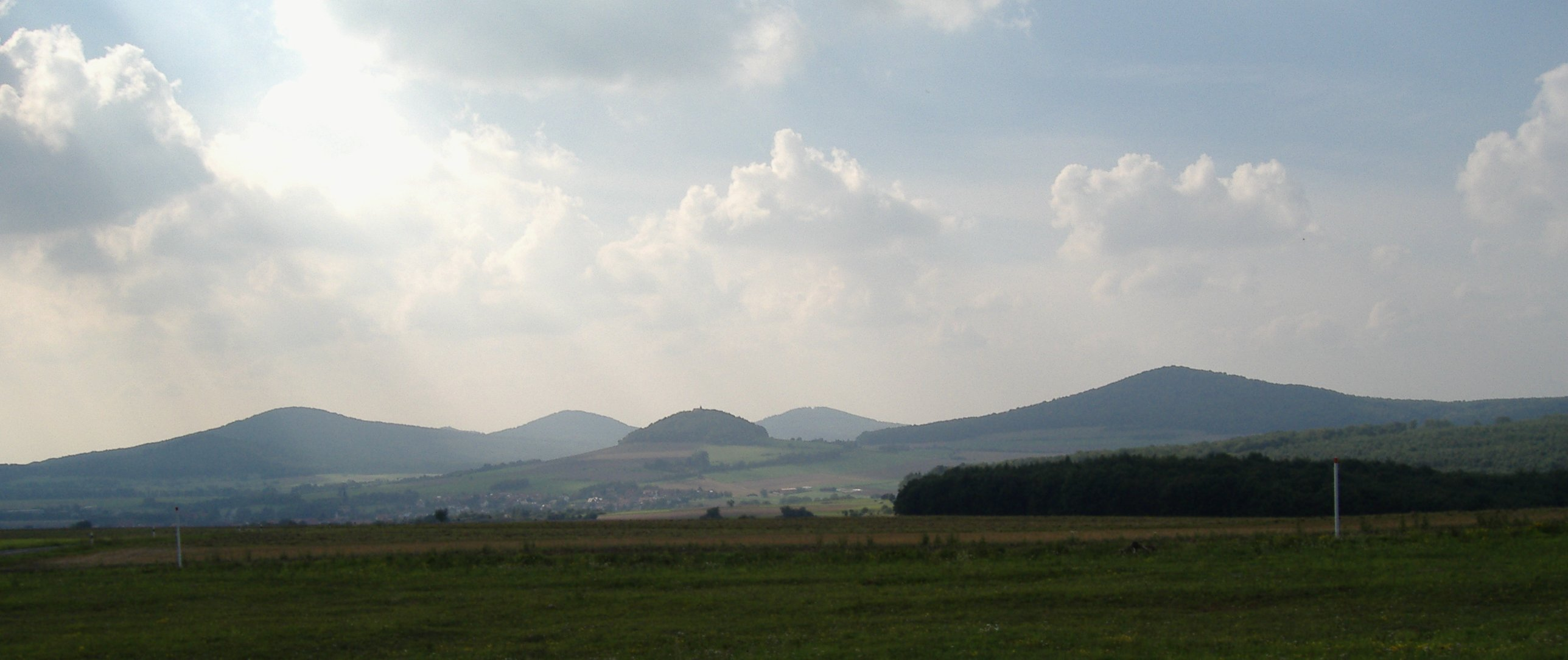
Hessisches Kegelspiel von Osten mit Stallberg, Appelsberg, Gehilfersberg, Rückersberg und Kleinberg

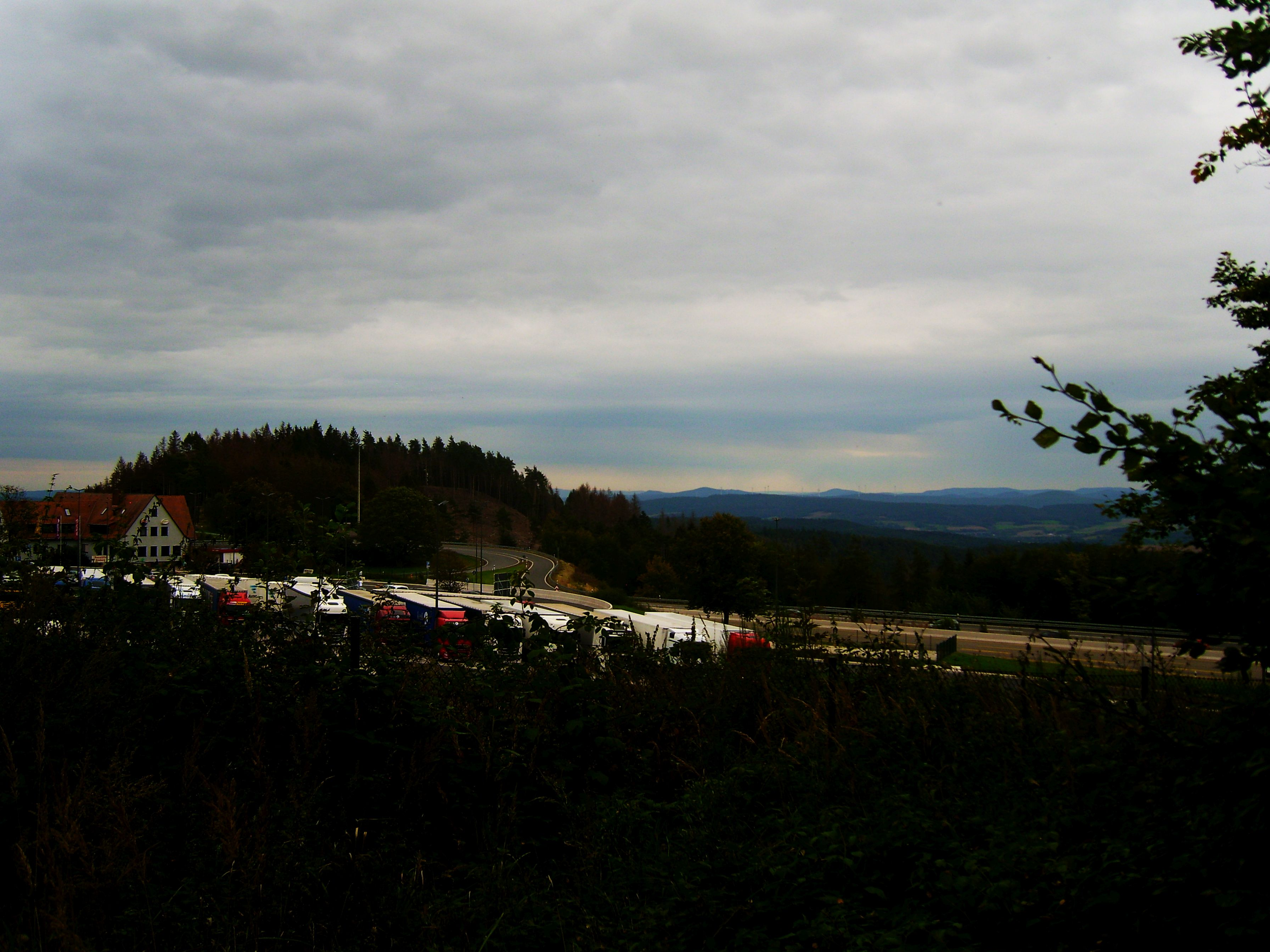
Hessisches Kegelspiel (und Baier) von der Raststätte Rimberg in 17–29 km Entfernung aus

Das Hessische Kegelspiel ist eine Anordnung kegelförmiger Vulkanberge im nordwestlichen, flachsten Teil der Rhön in Osthessen, Deutschland. Die beeindruckende Ansammlung von Vulkankegeln liegt in den Landkreisen Hersfeld-Rotenburg und Fulda im Nordwestteil der Kuppenrhön östlich von Eiterfeld und südlich von Schenklengsfeld.

## Geologie und Geschichte
Der Kern dieser Kuppen, die wegen ihrer Gleichförmigkeit und der Anzahl der Berge Hessisches Kegelspiel genannt werden, besteht aus zumeist hexagonalen Basaltsäulen (siehe dazu unter Stoppelsberg), die beim Abkühlen der Lava entstanden.
Der Sage nach betrieben hier Riesen eine Kegelbahn, der Stoppelsberg stellte die Kugel dar.

## Berge

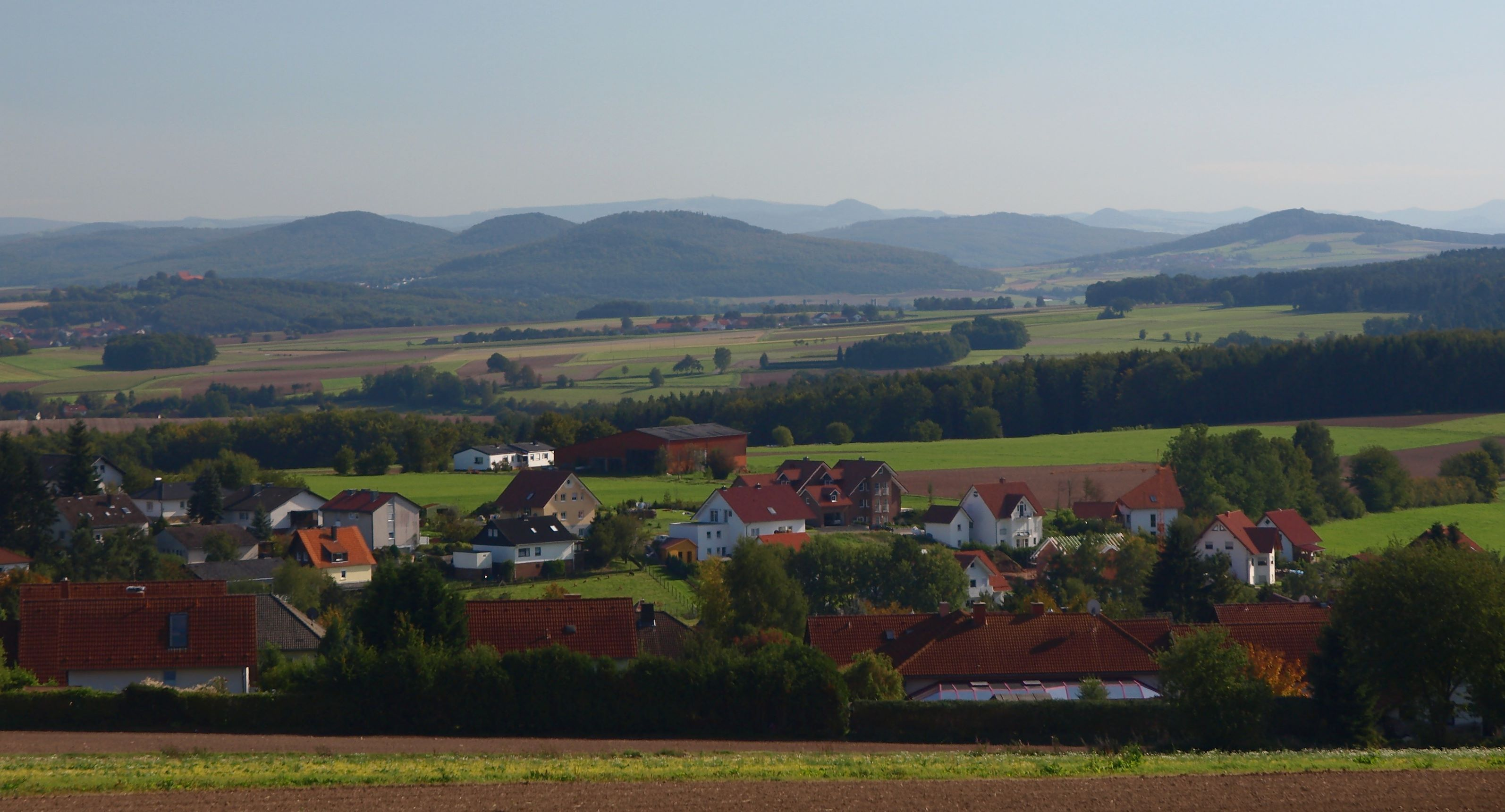
Blick von Norden über Wippershain zu Stallberg, Appelsberg, Rückersberg und Wisselsberg (sowie Wasserkuppe und Milseburg)

Zum Hessischen Kegelspiel gehören im weiteren Sinne eine Gruppe aus neun relativ dicht beieinander stehenden Kuppen sowie zwei etwas abseitige. Der nördlichste und zugleich höchste ist der Soisberg (629,9 m) mit einem Aussichtsturm. Vom Soisbergturm aus schaut man nach Süd bis Südwest auf die folgenden, nahe beieinander liegenden kegelförmige Bergkuppen, die sich in ihrer Höhe wenig unterscheiden, sortiert nach Höhe in Meter (m) über Normalhöhennull (NHN):
- Stallberg (552,9 m)
- Appelsberg (531,5 m)
- Rückersberg (524,7 m)
- Kleinberg (521,5 m)
- Wisselsberg (517,8 m)
- Hübelsberg (479,8 m)
- Morsberg (466,4 m)
- Lichtberg (465 m)
- Gehilfersberg (456 m)

Die Hauptreihe bilden, von Nordnordwest nach Südsüdost, Lichtberg, Rückersberg, Appelsberg, Stallberg und Hübelsberg; unmittelbar nordöstlich des Sattels zwischen Stall- und Hübelsberg steht der Morsberg. Die vordere Reihe besteht lediglich aus dem Wisselsberg, der vor dem Sattel zwischen Rückers- und Appelsberg steht, eine hintere aus Klein- und Gehilfersberg, die wiederum jeweils nordöstlich hinter Stall- und Hübelsberg stehen. Deutlich nordöstlich des Nordens der Hauptreihe bzw. nordnordöstlich des zentralen Appelsbergs steht einsam der deutlich höhere Soisberg. Er ist auch der nördlichste Basaltkegel der Soisberger Kuppenrhön überhaupt – Landecker Berg und Dreienberg, die sich weiter nördlich anschließen, sind Tafelberge, auf denen Muschelkalk ansteht.

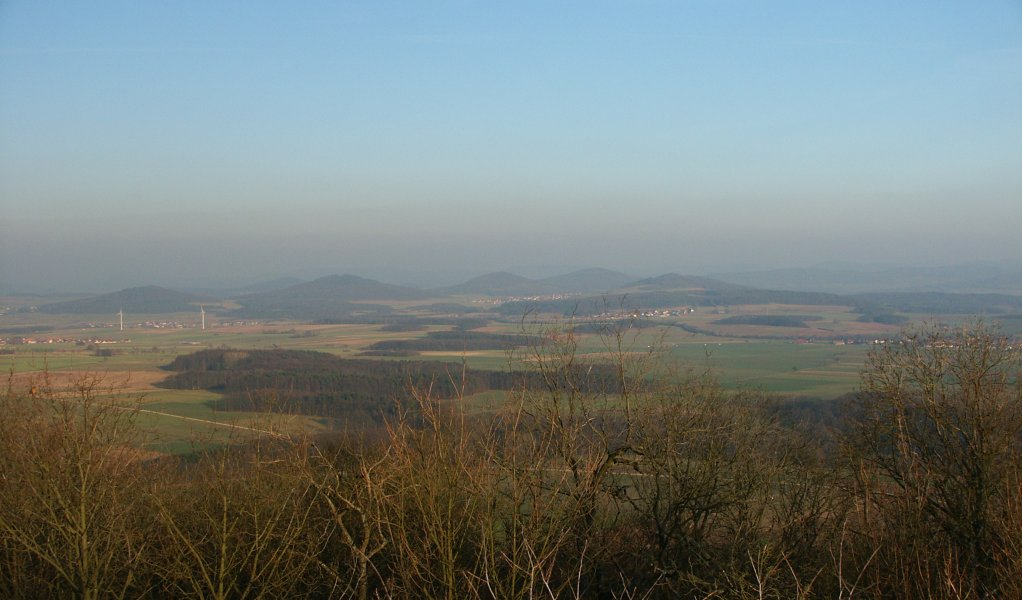
Blick vom Stoppelsberg nach Osten zu einigen Kuppen des Hessischen Kegelspiels

Deutlich westlich des Nordens der Hauptreihe bzw. westnordwestlich des Appelsbergs liegt der Stoppelsberg (523,9 m), der auf Blatt Fulda bereits den Haune-Hochflächen zugerechnet wird, jedoch auf den Vulkanismus der Rhön zurückgeht und durchaus als Randberg der Soisberger Kuppenrhön interpretierbar ist. Seine Bergkuppe trägt die Ruine der Burg Hauneck und bietet ebenfalls einen eindrucksvollen Blick von Westen auf die obengenannten Gipfel des Kegelspiels, mit dem Soisberg als fernstem im Nordosten.
In der Region sind verschiedene Merksätze zum Kegelspiel bekannt – die sich allerdings nicht immer auf dieselbe Reihe von Bergen beziehen – und verweisen auf Namensteile der benannten Kuppen, beispielsweise:

„Ein Wiesel trägt auf seinem Rücken einen Apfel durch ein Stoppelfeld in einen kleinen, morschen Stall auf einer Lichtung, so is es.“

Hiermit wird auf Wissels-, Rückers-, Appels-, Stoppels-, Klein-, Mors-, Stall-, Licht- und Soisberg Bezug genommen; zwei der oben angeführten fehlen. Zum deutschen Spiel des Kegelns gehören zumeist neun Kegel, eine Kugel und ein Spieler.

## Literatur

Logo der Region

## Ringwallanlagen
Auf dem zur Rasdorfer Gemarkung gehörenden Kleinberg etwa 1000  südöstlich von Großentaft liegen Reste der vermutlich keltischen, kleinen, einteiligen und eisenzeitlichen Ringwallanlage Kleinberg. Eine ähnliche Anlage befindet sich wenige Kilometer westlich auf dem zur Gemarkung Kirchhasel gehörenden Stallberg.